# Arthur Graefe
Pour les articles homonymes, voir Graefe.
Arthur Graefe (né le 12 janvier 1890 à Leipzig et mort le 23 mai 1967 à Truchtlaching) est un responsable culturel allemand de l'État libre de Saxe . 

## Biographie
Après ses études universitaires, il travaille comme rédacteur en chef de la rédaction de Dresde du Leipziger Neuesten Nachrichten et dans les années 1920 il devient directeur honoraire de l'association régionale de la presse saxonne. En 1923, il rejoint le Parti populaire allemand (DVP). En 1929, il est promu chef du bureau du renseignement de la chancellerie d'État saxonne et promu conseiller principal du gouvernement. 
En avril 1937, Graefes est nommé directeur du gouvernement au sein du ministère saxon de l'éducation populaire. Il est chef du département de l'art, de la musique, des musées, des châteaux et des palais. Dans cette fonction, Graefe est l'un des principaux responsables de la politique artistique et culturelle nationale-socialiste en Saxe. Il est également le président exécutif de l'association "Heimatwerkes Sachsen - Verein zur Förderung des sächsischen Volkstums e. V." créée en octobre 1936 par Martin Mutschmann, parrainée par Curt Lahr, Friedrich Emil Krauss, Max Günther, Georg Hartmann et dirigé par Friedrich Emil Krauss. 
À la fin de la Seconde Guerre mondiale, Arthur Graefe est chargé du déplacement et de la relocalisation de nombreux biens artistiques et culturels. Il négocie également le déménagement de la Chambre d'ambre en Saxe. 
Après la fin de la guerre, il est interné dans le camp spécial soviétique de Buchenwald . Condamné à 16 ans d'emprisonnement dans le cadre des procès de Waldheim en mai 1950. Il est libéré en octobre 1952 et suit son fils Heinz A. Graefe en Bavière, où il meurt en 1967. 

## Œuvres (sélection)
- (Herausgeber) Sachsen. Land der Vielfalt. Werkstatt Deutschlands, Mittelpunkt deutscher Kultur, Grenzland. Dresden 1936.
- Grenzland Sachsen. Ein Vorposten im deutschen Schicksalskampf. Mit 181 Bildern, 13 Karten und Skizzen. Dresden: Limpert, 1937.
- (Herausgeber) Sächsische Köpfe im zeitgenössischen Bild. Dresden: Verlag Heimatwerk Sachsen, v. Baensch Stiftung, 1938.
- (Mitherausgeber) Ruhmreiche sächsische Soldaten in sechs Jahrhunderten. Dresden: Verl. Heimatwerk Sachsen, ca. 1940.
- (Bearbeiter) Wofür wir kämpfen. Kulturgüter des Sachsengaues. Dresden, 1944.